# Mateško Selo
Mateško Selo is een plaats in de gemeente Generalski Stol in de Kroatische provincie Karlovac. De plaats telt 52 inwoners (2001).